# Lendersdorf
Lendersdorf (Dürener Platt Lengeschdörp) ist ein Stadtteil der Stadt Düren im Kreis Düren in Nordrhein-Westfalen.
Lendersdorf gehört zum Bezirk Lendersdorf-Berzbuir-Kufferath der Stadt Düren.

## Lage
Lendersdorf liegt im südlichen Stadtgebiet im Rurtal und grenzt an die Stadtteile Niederau, Krauthausen, Rölsdorf und Berzbuir. Mitten durch Lendersdorf fließen die Rur und der Lendersdorfer Mühlenteich.

## Geschichte

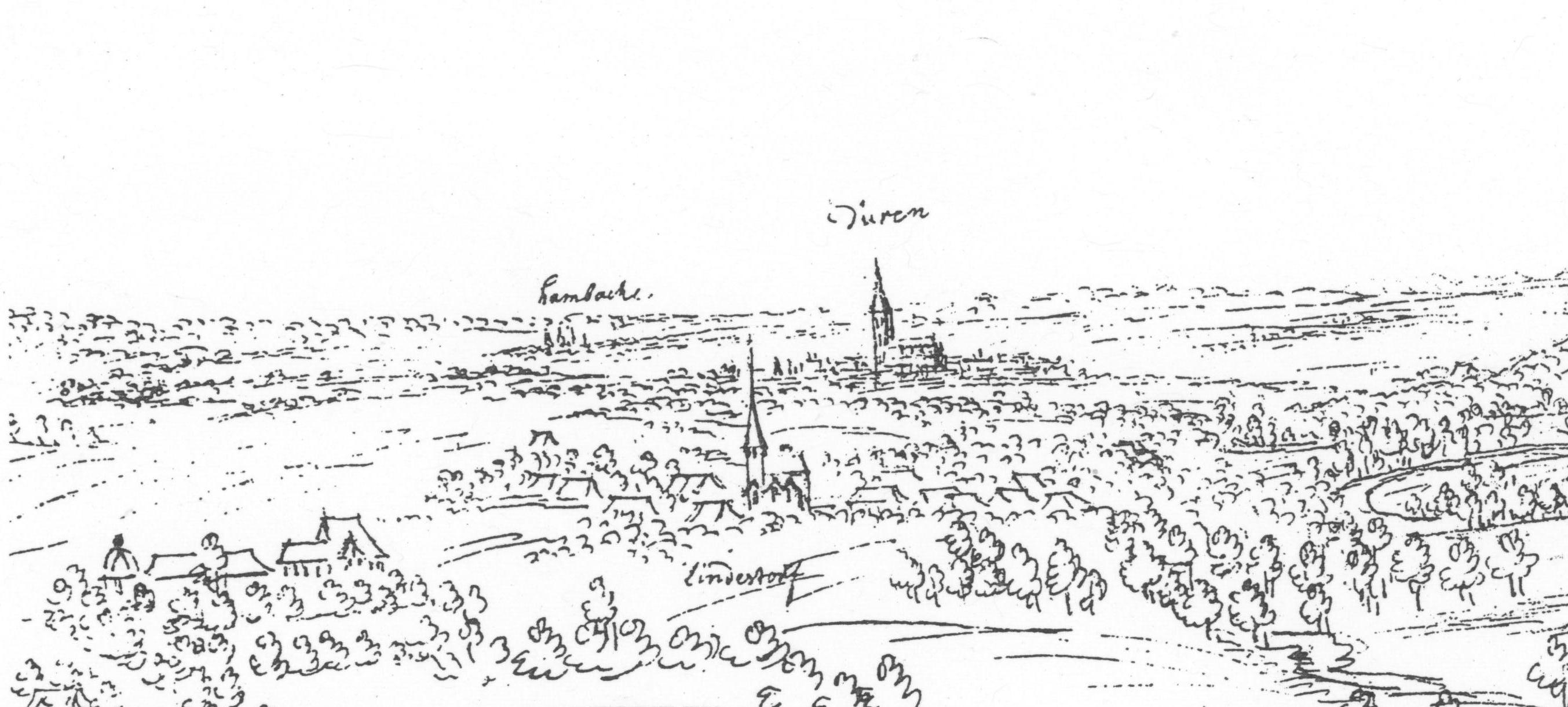
Ansicht auf Lendersdorf von Südwesten um 1730: Deutlich zu sehen ist auf dieser Zeichnung von Renier Roidkin die Ausdehnung der Kirche in Lendersdorf vor den Ausbauten des 19. Jahrhunderts, der Turm sitzt noch über dem letzten Joch.

Erstmals urkundlich erwähnt wird Lendersdorf im Jahre 1005, als der spätere Kaiser Heinrich II. dem Aachener Adalbertstift Güter in Lendersdorf vermachte. 1246 verpfändete Kaiser Friedrich II. die reichsunmittelbare Stadt Düren mit Lendersdorf an die Jülicher Herzöge. Lendersdorf war Sitz eines der vier Gerichte um Düren.
In einem Verzeichnis der Stadt Köln, vom 13. Juni 1391 bis 8. September 1391, sagten zahlreiche Ritter ihre Fehde an, darunter auch viele Namen aus dem Raum Düren. Neben Johan und Loedewich van Auwe, Baldewin und Goedart van Vlatten, Driesgin van Norvenich, Johan van Bintzvelt, Henkin van Gurtzenich,  auch ein Philips van Lenderstorp. In einer Sühne-Urkunde der Stadt Köln vom 7. September 1393 wird neben vielen anderen ein Philips van Lenderstorp erwähnt. Am 29. März 1401 wird in einem Dienstvertrag, mit Pferd und Armbrust, ein Heinrich van Lenderstorp genannt.
Im Spätmittelalter existierte ein „Turm“, also eine Turmhügelburg. Bis zu seinem Tod um 1427, hatte Steven von Roire den Turm von Lendersdorf als Nideggener Burglehen. Sitz der Familie von Rohr war die Burg Rohr (Blankenheim) im Kreis Euskirchen.
Ab dem 30. November 1427 wurde Johann Spies von Büllesheim und am 29. Januar 1479 Daem Spies von Büllesheim, beide Mitglieder der teilweise im Herzogtum Jülich ansässigen Familie Spies von Büllesheim belehnt. 1646 wurde das Lehngut „Tiergarten“, was mit dem genannten Turm identisch sein dürfte, als seit langem zerstört beschrieben.
Anfang des 17. Jahrhunderts wurde in Lendersdorf eine Eisenhütte gegründet. In der Zeit der Industrialisierung war Lendersdorf Ausgangspunkt für eine der bedeutendsten Stahlhütten Europas. In ihr wurden fast alle Schienen für das deutsche Eisenbahnnetz gegossen. Um 1820 erwarben die Brüder Eberhard Hoesch (1790–1852) und Wilhelm Hoesch (1791–1831) die Hütte und fassten diese mit ihren bisherigen Werken in Zweifall, Schevenhütte und Schneidhausen zu Gebr. Eberhard & Wilhelm Hoesch, später Eberhard Hoesch & Söhne zusammen. Im Jahre 1871 verlagerte Leopold Hoesch (1820–1899), Sohn von Wilhelm Hoesch, seine Unternehmen aus wirtschaftlichen Gründen von Lendersdorf nach Dortmund und gründete dort den Hoesch-Konzern. Die Hütte in Lendersdorf wurde zunächst noch von Eberhards Sohn, Gustav Hoesch, weitergeführt und in der zweiten Hälfte des 20. Jahrhunderts geschlossen. Verschiedene Hammerwerke, z. B. der Eberhardshammer, die am Lendersdorfer Teich, einem künstlich angelegten Wasserlauf, lagen, verarbeiteten das Metall aus der Hütte weiter.

### Gericht Lendersdorf
Das Gericht in Lendersdorf war eines der vier Gerichte um Düren. Das Gericht zu Lendersdorf setzt sich zusammen aus sieben Schöffen, dem der Schultheiß als Richter vorsitzt. Dieser ist im 15. und 16. Jahrhundert meist selbst Schöffe, der dann mit den sechs anderen das Gericht ausmacht.
Bereits Anfang des 11. Jahrhunderts hatte die Pfarrkirche St. Adalbert (Aachen) einen Stiftshof, genannt Niederhof zu Lendersdorf, welcher dem Stift noch am Ende des 18. Jahrhunderts gehörte. Dieser Fronhof, auch als Niedenhof oder Weckshof genannt, war Sitz des Hofgerichts. Zwecks Vollstreckung der Gerichtsurteile, gehörten zum Gericht auch ein Gefängnis, ein Galgen, ein Rad, während der Scharfrichter vom Landesherrn bezahlt wurde.
Zum Gerichtsbezirk Lendersdorf gehörten früher auch Boisdorf, Rölsdorf, Birgel, Welk, Kufferath, Langenbroich, Straß, Gronau, Gey, Hau (Großhau), Horm, Bedbur (heute Wüstung), Berzbuir und Stritten (Wüstung zwischen Straß und Gey in der Gemeinde Hürtgenwald).
1214 war ein Theis Wolf van Birgel, Schultheiß am Gericht zu Lendersdorf.
Die Richter und Schöffen van Lenderstorp baten am 10. Oktober 1386 in Ermangelung eines eigenen Siegels den Heynrich van Hocherbach, unsen amptman in der tzijt, um Besiegelung einer Urkunde.
12. März 1454. Goedart van Lenderstorp und Marie, seine Frau, verkaufen dem Gerhard Calcop zu Düren 9 Malter erblicher Korngulden, welche sie von den Ehelauten Johann und Fie Pastoirs von dem Gute, Wynant Scholten Hoff zu Lendersdorf zu fordern hatten. Der Schultheiß Simon Dommermoit von Boeslar und die Schöffen von Lendersdorf haben ihr Schöffensiegel an diesen Brief angehängt. Dasselbe ist gut erhalten.
24. November 1456. Der Karmelitenbruder Arnold von der Eyche zu Düren schenkte dem Kloster neun Malter Roggen, welche Johann Pastoirs und Fye, seine eheliche Hausfrau, ihm schulden von dem Erbe und Gute genannt „Wynant des Schoultissen Hof“, so wie der zu Lenderstorp gelegen ist intgaen der Smitten. Die Schöffengerichte zu Jülich und zu Lendersdorf haben den Brief besiegelt, beide Siegel sind gut erhalten.
22. Februar 1590. Schultheiss Gosswin Dommermot und die Schöffen von Lendersdorf, Thomas Vassbender, Daem Maussmann, Christian Gotschalks, Hermann Troistorp usw. bekunden, dass Peter Gotschalks von Rulstorf an Philippsen zu Rulstorf eine Rente zahlt.

### Thuirs Mühle
Besitzer der Mühle war 1907 Josef Thuir. Der vorherige Besitzer war Heinrich Ottenheim, der dort eine Getreidemühle und Ölmühle betrieben hat.
In der ehemaligen Getreidemühle im Süden des Ortes (Schneidhausener Weg 15) wurden ab Frühjahr 1941 etwa 50 Juden aus den städtischen Randbezirken und dem südlichen und östlichen Kreisgebiet, z. B. Gey, Maubach, Gürzenich, Kreuzau und Drove zusammengefasst. Die Männer mussten Pflasterarbeiten in der Lendersdorfer Hütte ausführen. 1942 wurden die Juden zum Bahnhof Düren geführt und von dort mit der Eisenbahn in die Konzentrationslager deportiert.

### Feuerwehrhaus

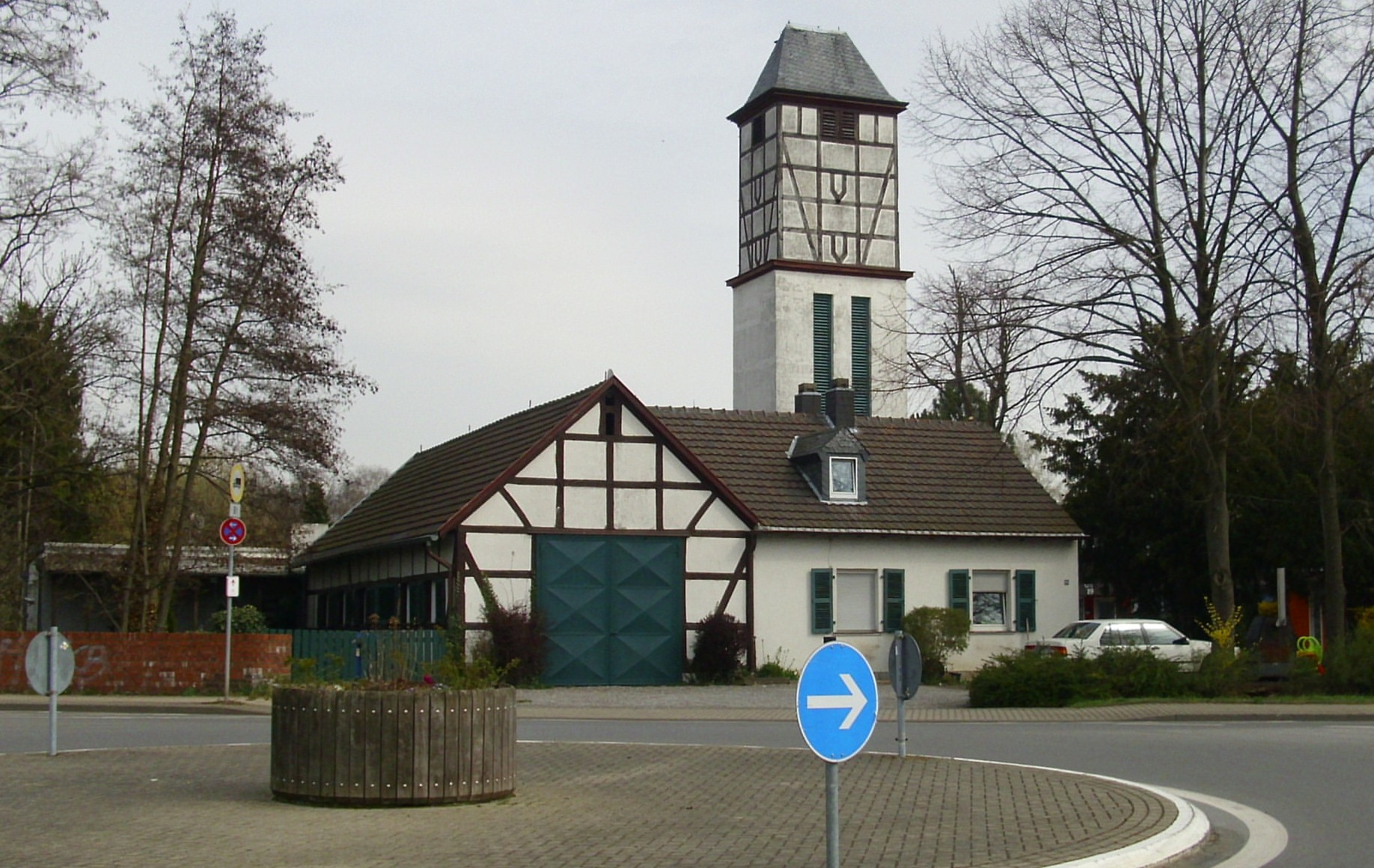
Feuerwehrhaus Lendersdorf

Das Lendersdorfer Feuerwehrhaus wurde 1942 errichtet, in den 1950er-Jahren wurde der Turm erhöht. Später wurde eine moderne Garage angefügt.

### Neugliederung
Am 1. Juli 1969 wurden die Gemeinden Berzbuir-Kufferath und Lendersdorf-Krauthausen zur neuen Gemeinde Lendersdorf zusammengeschlossen. Die Gemeinde Lendersdorf gehörte bis zum 31. Dezember 1971 zum Amt Birgel, welches seinen Sitz aber in Rölsdorf hatte (heute Bürgerhaus in der Monschauer Straße). Seit dem 1. Januar 1972 gehört die vormalige Gemeinde Lendersdorf zur Stadt Düren.

## Baudenkmäler

### Kirche

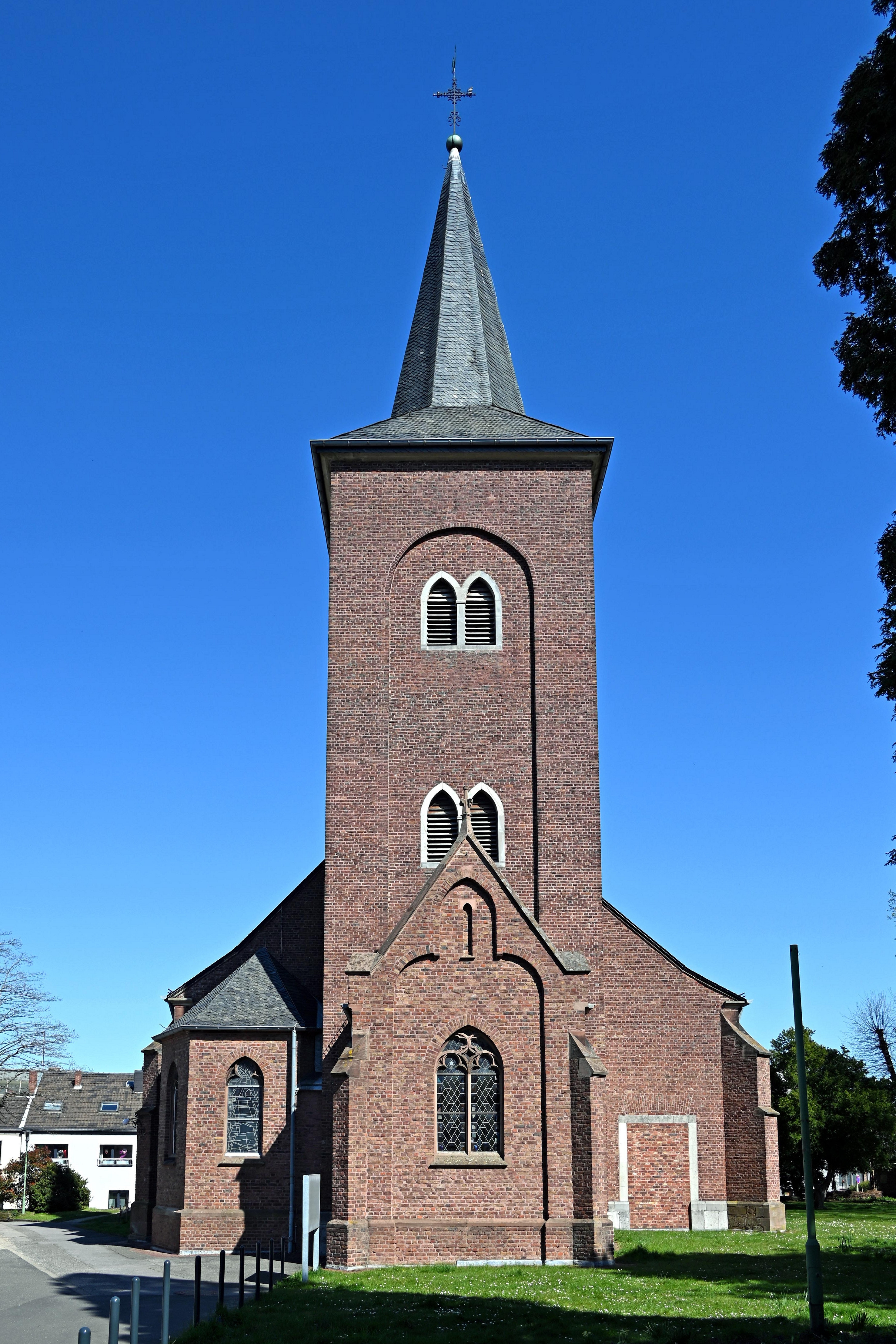
Die Pfarrkirche

Die Pfarrkirche St. Michael wird urkundlich zuerst im Jahre 1222 erwähnt. Ab 1348 gehörte die Pfarrei Lendersdorf zum Nideggener Stift. Zu dieser Pfarrei gehörten auch Kufferath und Berzbuir. Seit 1720 zieht von Lendersdorf aus jährlich die „Grand procession d’Allemagne“, eine mehrtägige Fußwallfahrt nach Saint-Hubert in den Ardennen. Neben dem Hl. Michael ist der Hl. Hubert der zweite Pfarrpatron.
Es handelt sich um eine dreischiffige Hallenkirche, erbaut um 1500 aus Bruchsteinen mit dreiseitig schießendem Chor und zwei ursprünglichen Jochen. Die Seitenschiffe des alten Langhauses haben Giebel und Satteldächer, die Chorwand schmücken schlanke Strebepfeiler. An einem Giebel der Südseite und oben am Ende des Chorschlusses sind zwei Köpfe eines spätromanischen Taufbeckens aus Blaustein eingelassen. Im Innern hat das Hochschiff Kreuzgewölbe mit Schienenrippen. Von den Seitenschiffen ist das südliche etwas breiter als das nördliche, das mit einem Netzgewölbe überdeckt ist. Im südlichen Seitenschiff befinden sich drei verschiedene in Stein gehauene Wappen. Ein roter Wappenschild mit einem von links kommenden, abgewinkelten, aufsteigendem Frauenarm, dessen Hand zwischen Daumen und Zeigefinger einen goldenen Ring hält, ist das Wappen der Familie von Lösnich. Ein gelber Wappenschild mit zwei roten, gekreuzten Schlüsseln, deren Barten oben nach außen zeigen, ist das Wappen der Familie von Wachendorf. Und das Wappen der Familie Thummermuth (Dommermoet): Weißer Schild mit einem schwarzen, waagerechten Balken in der Mitte, oben zwei und unten ein schwarzes Antoniuskreuz (T). Das Distelrathsche Wappen: geviertet: 3 Balken im 1. und 4. Feld, im 2. und 3. Feld, drei Kugeln im Dreipass gestellt, ist am Dachgesims der Kirche angebracht. Mit diesem Wappen siegelte Kirstgen von Distelrad. Kirstgen (Christian) von Distelrad war verheiratet mit Katharina Dommermoidt von Lendersdorf, Tochter des Gerhard Dommermoidt (Thummermuth) und der Katharina Roys. Als Stützen der Seitenwände dienen Rundpfeiler mit einfach profilierten Kämpfern. Der Chor ist eingewölbt wie das Langhaus und besitzt kräftige Runddienste mit Kelchkapitellen. Als 1843 ein Teil des Turmes einstürzte, wurde der Bau nach Westen hin um zwei Joche und den neuen Turm in Ziegelsteinbauweise erweitert. Dem Turm wurden 1889 auf der Nordseite eine Taufkapelle und auf der Westseite eine weitere Kapelle angegliedert.

### St.-Antonius-Kapelle

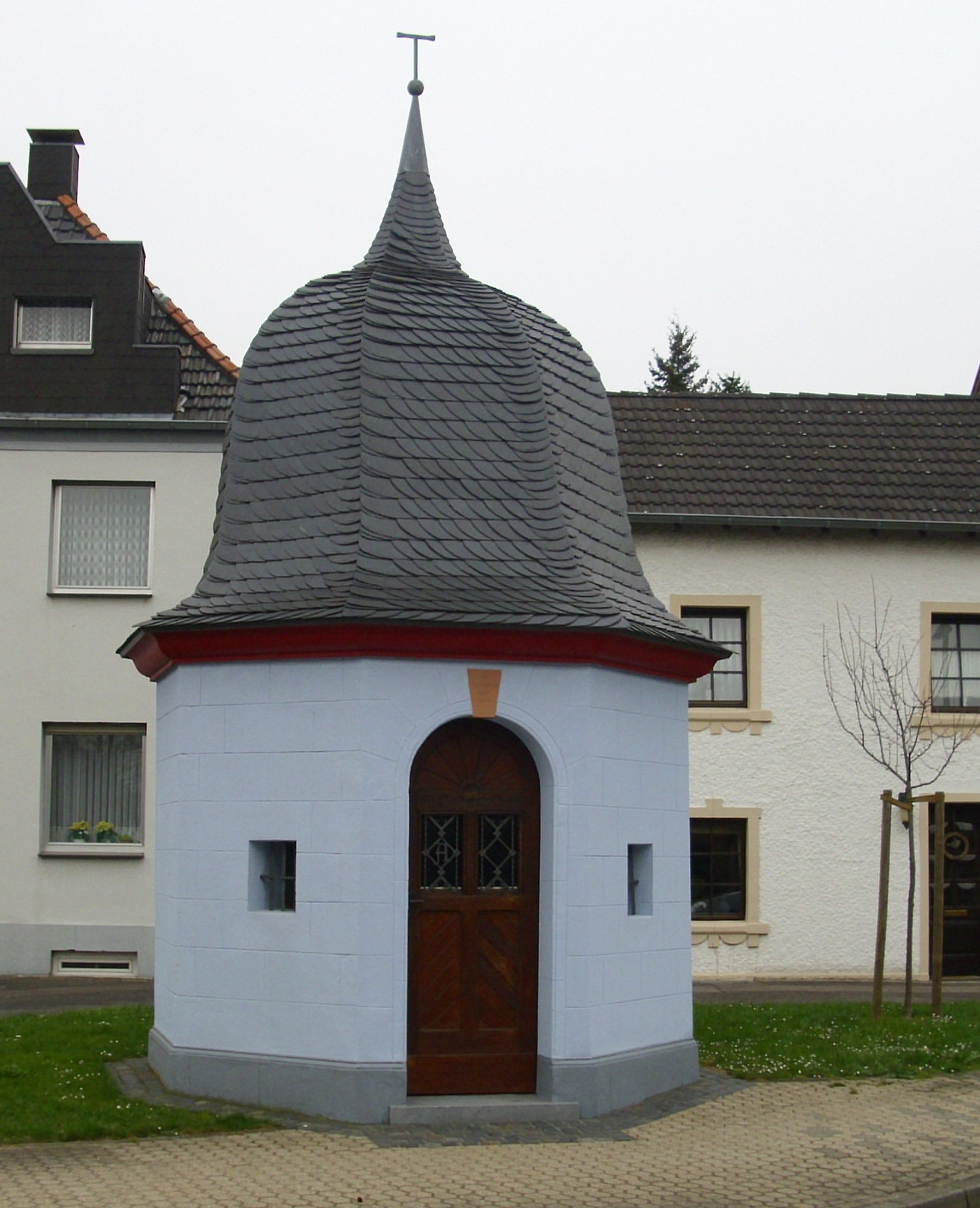
Antoniuskapelle Lendersdorf

Bei der St.-Antonius-Kapelle handelt es sich um einen barocken, achteckigen Bau von 1650, der 1904 renoviert wurde. Eine erneute Renovierung erfolgte in den Jahren 1999–2009. Ursprünglich war sie nicht blau gestrichen, diese Farbgebung erfolgte erst bei der ersten Renovierung.

### St.-Joseph-Kapelle

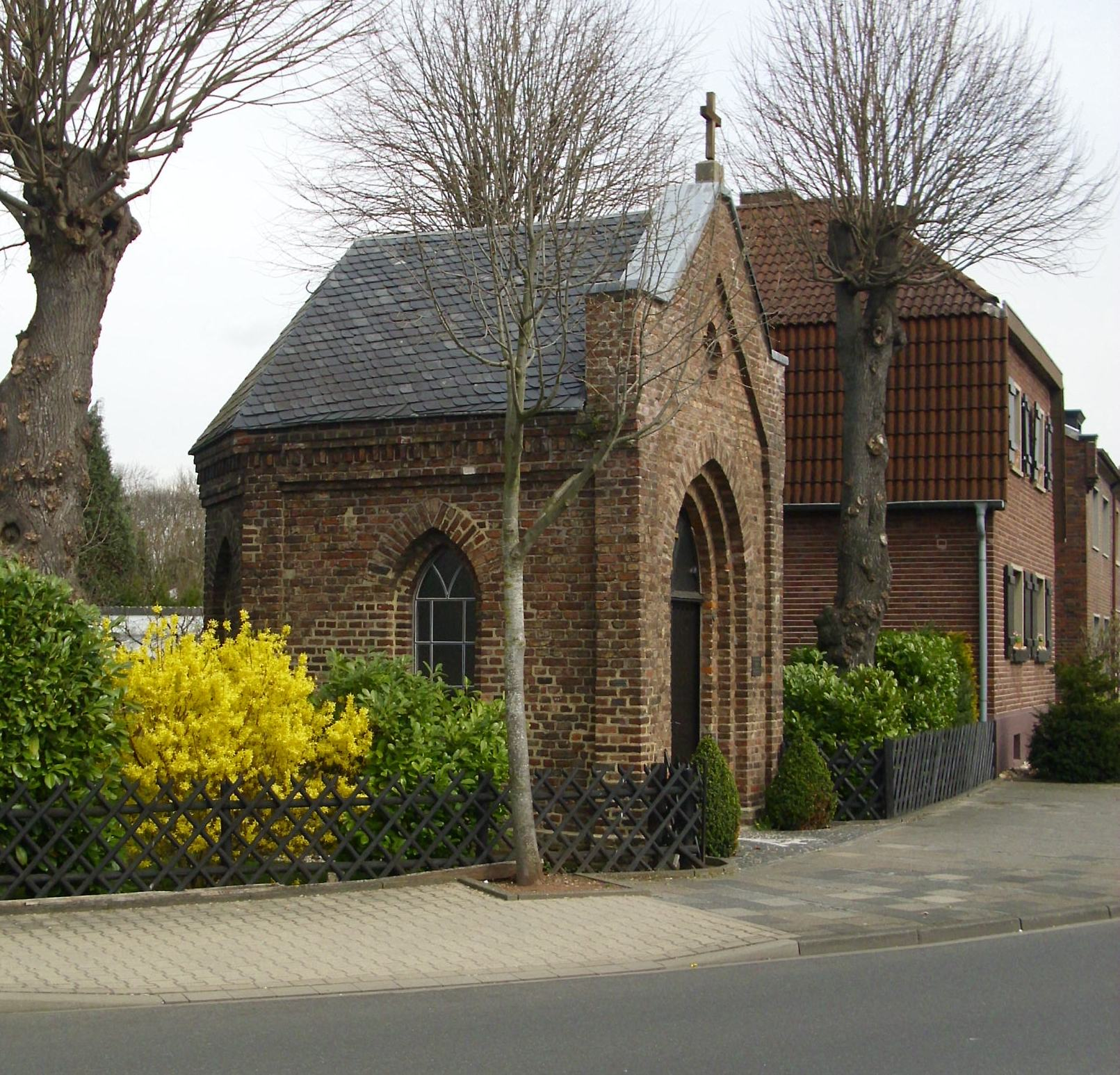
St-Joseph-Kapelle in Lendersdorf

Die Kapelle wurde 1882 von Maria Josepha Brandenburg geb. Stollenwerk (1826–1884) gestiftet. Eine Renovierung erfolgte 2006. Das Innere ist weitestgehend original erhalten. Zur Ausstattung gehören ein neugotischer Schnitzaltar und eine neugotische Holzbank. Eine Besonderheit ist die ebenfalls original erhaltene, bemalte Holzdecke.

### Weitere Baudenkmäler in Lendersdorf
- Hofanlage Schmalenburg
- Wohnhaus Hauptstr. 80
- Wohnhaus Hauptstr. 102
- Haus Pimmenich
- Ehem. Bachemshof Saint-Hubert-Straße 2
- Wohnhaus Hüttenstr. 17–19
- Weckshof Schmalenburg 1
- Wohnhaus (Torbogen und Begrenzungsmauer) Hauptstr. 133
- Hagelkreuz an der K 27
- Wegekreuz Wolffsgasse/Hauptstr.
- Lendersdorfer Mühlenteich, Bereich Boisdorfer Mühle
- Wohnhaus Hauptstr. 135
- Ehem. Pastoratsgebäude (Fa. Eberhard Hoesch), Hüttenstr. 27
- Gießereihalle Fa. E. Hoesch, Hüttenstr.
- Haus Bischoff, Hauptstr. 119
- Wegekreuz Rotes Kreuz
- Haus Hauptstr. 73
- Hofanlage Hauptstr. 71
- Mühlengebäude des ehem. Eberhardshammers mit Mühlenteich und Flutgraben

## Infrastruktur

### Schule, Kindergarten
In Lendersdorf gibt es die katholische Grundschule St. Michael und drei Kindergärten.

### Verkehr

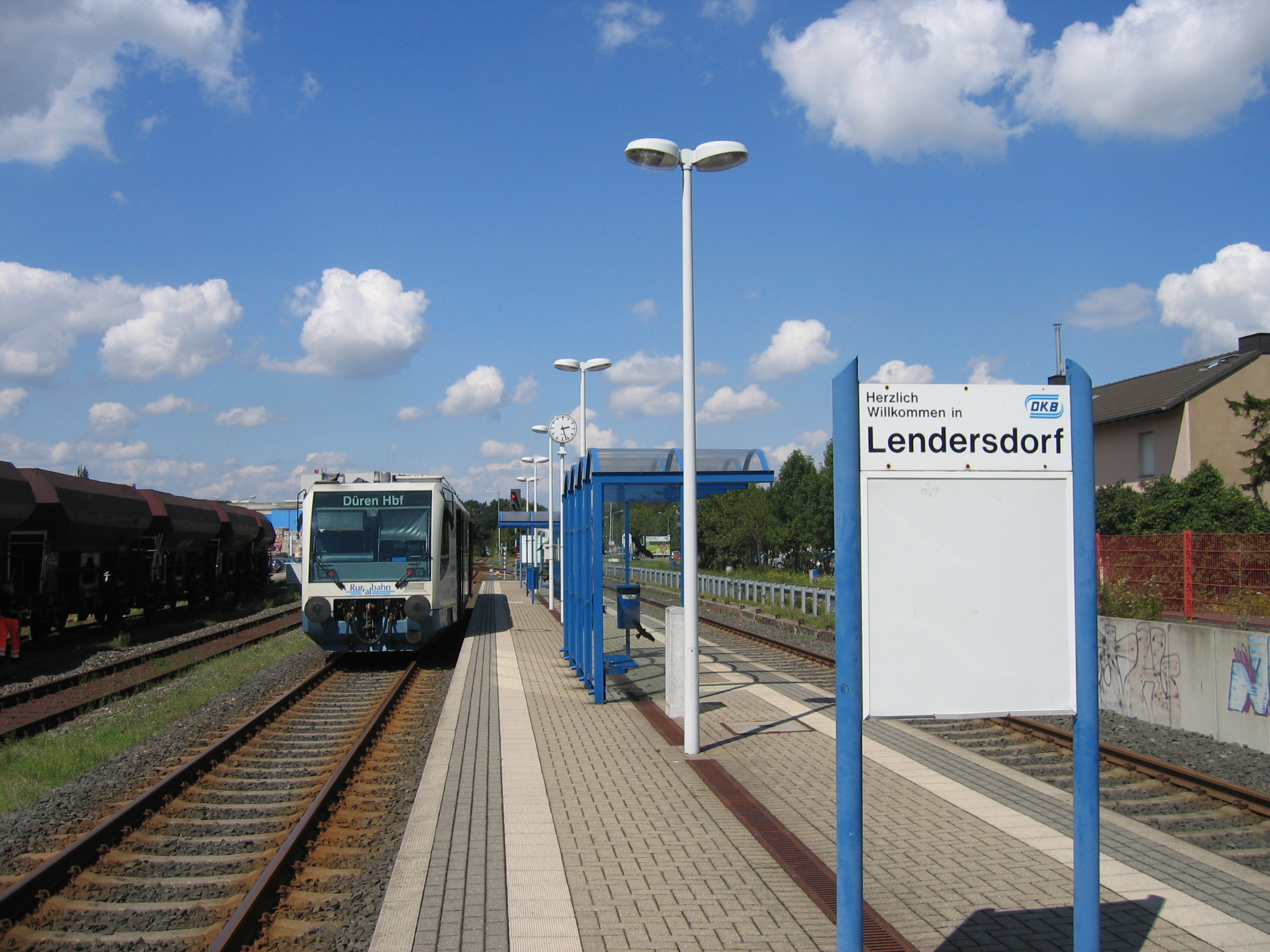
Bahnhof Lendersdorf

Am 6. Oktober 1908 wurde die Straßenbahnstrecke Düren – Rölsdorf – Lendersdorf der Dürener Kreisbahn (DKB) eröffnet, welche in Lendersdorf die Haltestellen Hammerstraße und Lendersdorf Ort bedient hat. Am 20. Juli 1912 wurde die Ringbahn der DKB für den Güterverkehr eröffnet, welche die links der Rur liegende Strecke von Rölsdorf nach Lendersdorf mitbenutzte. In Lendersdorf gab es neben den Straßenbahnhaltestellen einen Güterbahnhof. Der Straßenbahnverkehr wurde ab 1954 von Bussen übernommen, der Güterverkehr endete 1970.
Rechts der Rur entlang führt die Bahnstrecke Düren–Heimbach. In Krauthausen befinden sich der Bahnhof Lendersdorf und der Haltepunkt Renkerstraße/Krankenhaus.
| Linie | Linienverlauf | Takt                                                                      |
| ----- | --- | ------------------------------------------------------------------------- |
| RB 21 | Rurtalbahn: Düren – Annakirmesplatz – Kuhbrücke – Lendersdorf – Renkerstr/Krankenhaus – Tuchmühle – Kreuzau – Kreuzau, Eifelstraße – Üdingen – Untermaubach-Schlagstein – Obermaubach – Zerkall – Nideggen-Brück – Abenden – Blens – Hausen – Heimbach (Eifel) Stand: Fahrplanwechsel Dezember 2021 | 30 min / 60 min (SVZ) (Düren–Untermaubach) 60 min (Untermaubach–Heimbach) |

Die AVV-Buslinien 202 und 222 des Rurtalbus durchfahren den Ort. Bis zum 31. Dezember 2019 wurden diese Linien noch von der Dürener Kreisbahn bedient. Am Wochenende verkehrt zusätzlich ein Nachtbus.
| Linie | Verlauf |
| ----- | --- |
| 202   | Düren Kaiserplatz – Rölsdorf – Lendersdorf – (Berzbuir – Kufferath) / Niederau                                                      |
| 222   | Düren Kaiserplatz – Krauthausen (→ Niederau Renkerstraße) – Lendersdorf – Berzbuir – Kufferath                                      |
| N3b   | Nachtbus: nur in den Nächten Fr/Sa und Sa/So Düren Bf/ZOB → Kaiserplatz → Rölsdorf → Lendersdorf → Gey → Langenbroich → Obermaubach |

## Museen

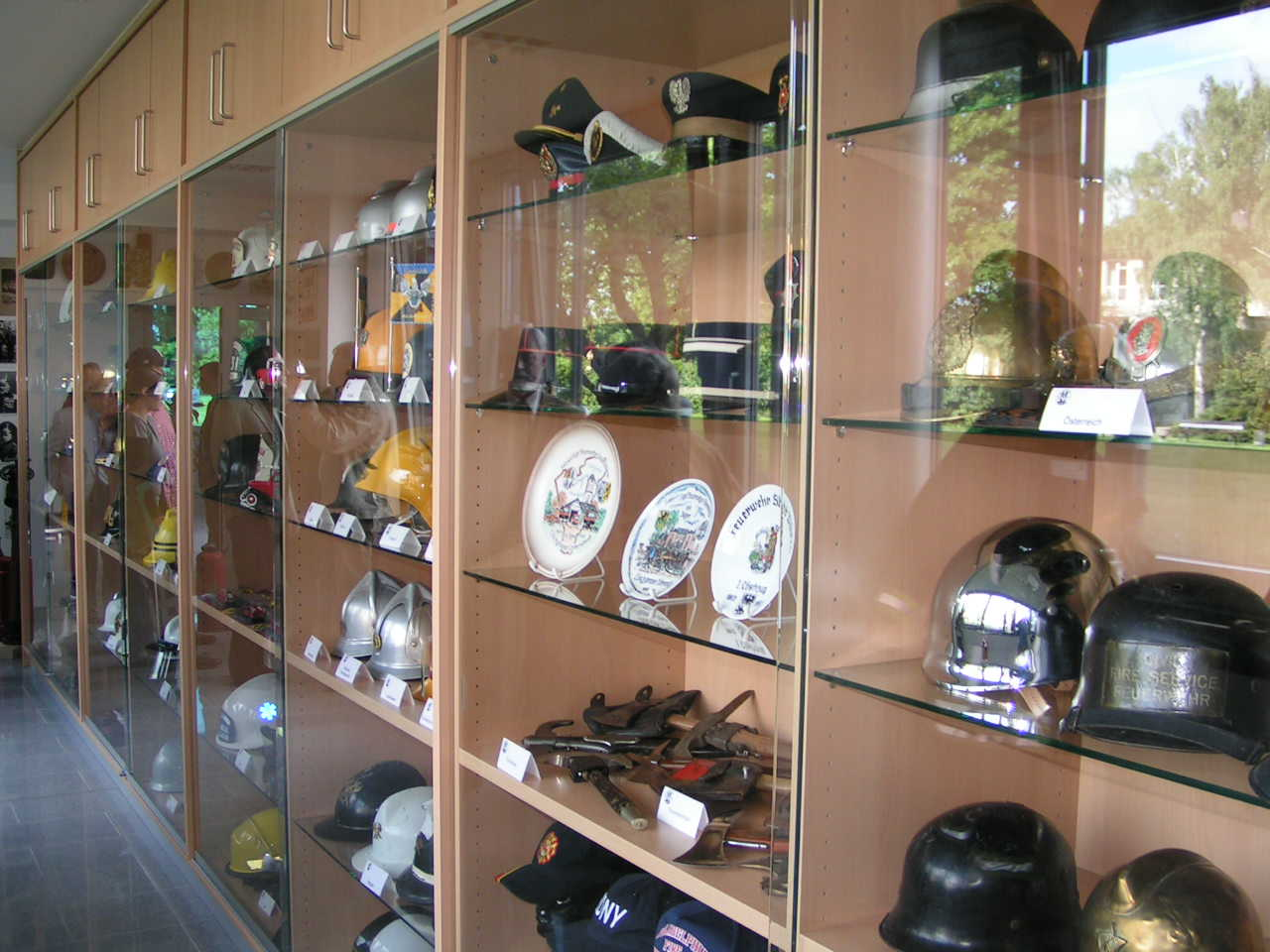
Feuerwehrmuseum Lendersdorf

- Das Dürener Karnevalsmuseum im befindet sich in einem Nebengebäude des St.-Augustinus-Krankenhauses. Bis zum Jahre 2006 war das Museum in der Rentei am Rathaus Niederzier. Der Platz in Niederzier war zu klein.
- Das Feuerwehrmuseum wurde im Erdgeschoss des neuen Südflügels eingerichtet.

## Vereine und örtliche Gruppierungen
- KG Lengeschdörpe Klompe 1950 e. V.
- Jugendblasorchester St. Michael Lendersdorf 1970
- SC Alemannia 04 e. V. Lendersdorf
- Schachverein 1957 Lendersdorf e. V.
- Schachclub Ford Düren 1973 e. V.
- St. Hubertus Schützenbruderschaft Lendersdorf e. V.
- AWO Ortsverein Lendersdorf
- Freiwillige Feuerwehr Löschgruppe Lendersdorf
- VDK Ortsgruppe Lendersdorf

## Persönlichkeiten
- Karl Josef Grysar (1801–1856), Professor für Klassische Philologie
- Reiner Maria Daelen (1843–1905), Eisenhütten-Ingenieur und Erfinder
- Eugen Funck (1862–1935), Apotheker und Altertumsforscher
- Tillmann Gottschalk (1905–1991), Mundartdichter und Autor
- Carl Weingartz (1912–1990), Maler, Grafiker und Bildhauer
- Annemarie Zimmermann (* 1940), olympische Goldmedaillengewinnerin im Kanusport

## Partnerschaft
Am 28. Juni 2012 hat der Stadtrat von Düren den Abschluss eines Partnerschaftsvertrages zwischen dem Stadtteil Lendersdorf und der Gemeinde Lechbruck am See im Ostallgäu beschlossen.